# 拉卢维耶尔
拉卢维耶尔（法語：La Louvière，法語發音：[la luvjɛʁ] ⓘ）是比利时瓦隆大区埃諾省的一个城市，通行法语，是比利时法语社群的一部分，面积64.24平方千米，人口80,986人（2019年9月1日）。

## 交通
- 拉卢维耶尔南站

## 人物
- 伊登·夏薩特（Eden Hazard）
- 安素·史斯富（Enzo Scifo）

## 友好城市
- 法國 圣莫代福塞
- 義大利 福利尼奥
- 西班牙 科尔多瓦
- 斯洛伐克 博伊尼采
- 波蘭 卡利什